# الدوري السويدي الدرجة الثانية 2008
الدوري السويدي الدرجة الثانية 2008 (بالسويدية: Division 2 i fotboll för herrar 2008)‏ هو موسم من الدوري السويدي الدرجة الثانية. فاز فيه Skellefteå FF ‏.